# Dalenbroek

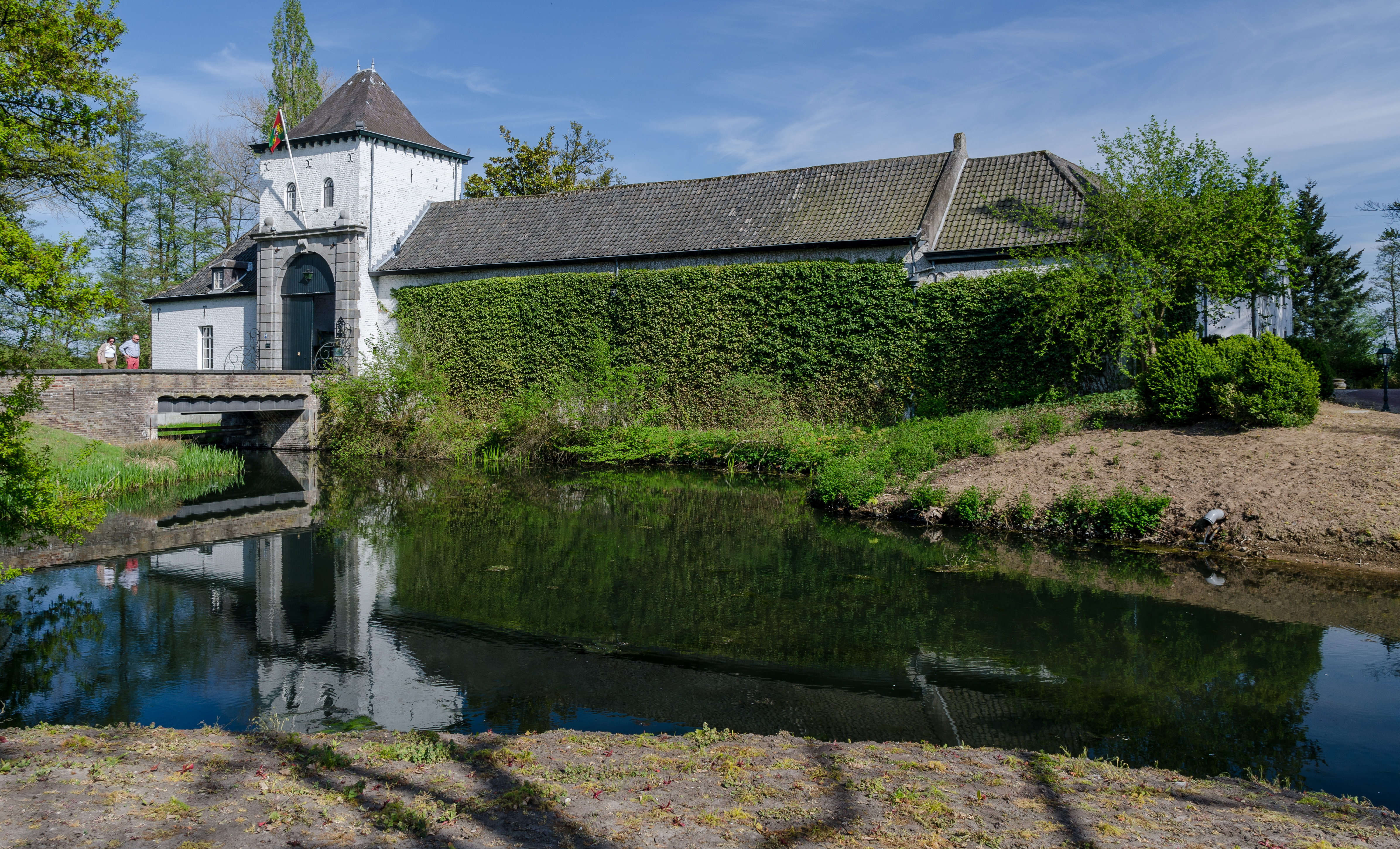
Kasteel Daelenbroeck in Herkenbosch

Dalenbroek (Daelenbroeck) was tussen de 13e eeuw en 1795 een heerlijkheid in Nederlands Midden-Limburg. In zijn grootste omvang omvatte het Melick, Herkenbosch, Herten en Maasniel, met ook nog de dorpen Leeuwen, Merum, Ool en Asenray.
In 1311 kocht Godfried van Heinsberg grond langs de Roer bij Herkenbosch en liet daar het Kasteel Daelenbroeck bouwen. De heerlijkheid Dalenbroek (onderdeel van de Heerlijkheid Heinsberg) strekte zich uit tot Herten en Maasniel. Godfried van Dalenbroek maakte in 1361 aanspraken op het Graafschap Loon.  De mannelijke lijn van de Heren van Heinsberg stierf met Johan IV in 1448 uit. Zijn dochter Johanna van Loon-Heinsberg huwde met Johan II van Nassau-Saarbrücken en hun enige dochter Elisabeth trouwde in 1472 met Hertog Willem II van Gulik-Berg, waardoor Dalenbroek Guliks bezit werd. De meest westelijke delen Herten en Maasniel behielden echter hun onafhankelijkheid en gingen als heerlijkheid Dalenbroek verder.  
Lange tijd behield de gedecimeerde heerlijkheid zijn zelfstandigheid maar vanaf 1670 viel zij onder het bestuur van Spaans Opper-Gelre, vanaf 1713 onder Oostenrijks Gelre. 